# Stipa barrancaensis
Stipa barrancaensis är en gräsart som beskrevs av Fidel Antonio Roig. Stipa barrancaensis ingår i släktet fjädergrässläktet, och familjen gräs. Inga underarter finns listade i Catalogue of Life.